# Восьминіг звичайний
Восьминіг звичайний (Octopus vulgaris) — головоногий молюск. Один з найрозповсюдженіших та вивчених видів роду восьминіг.

## Розповсюдження

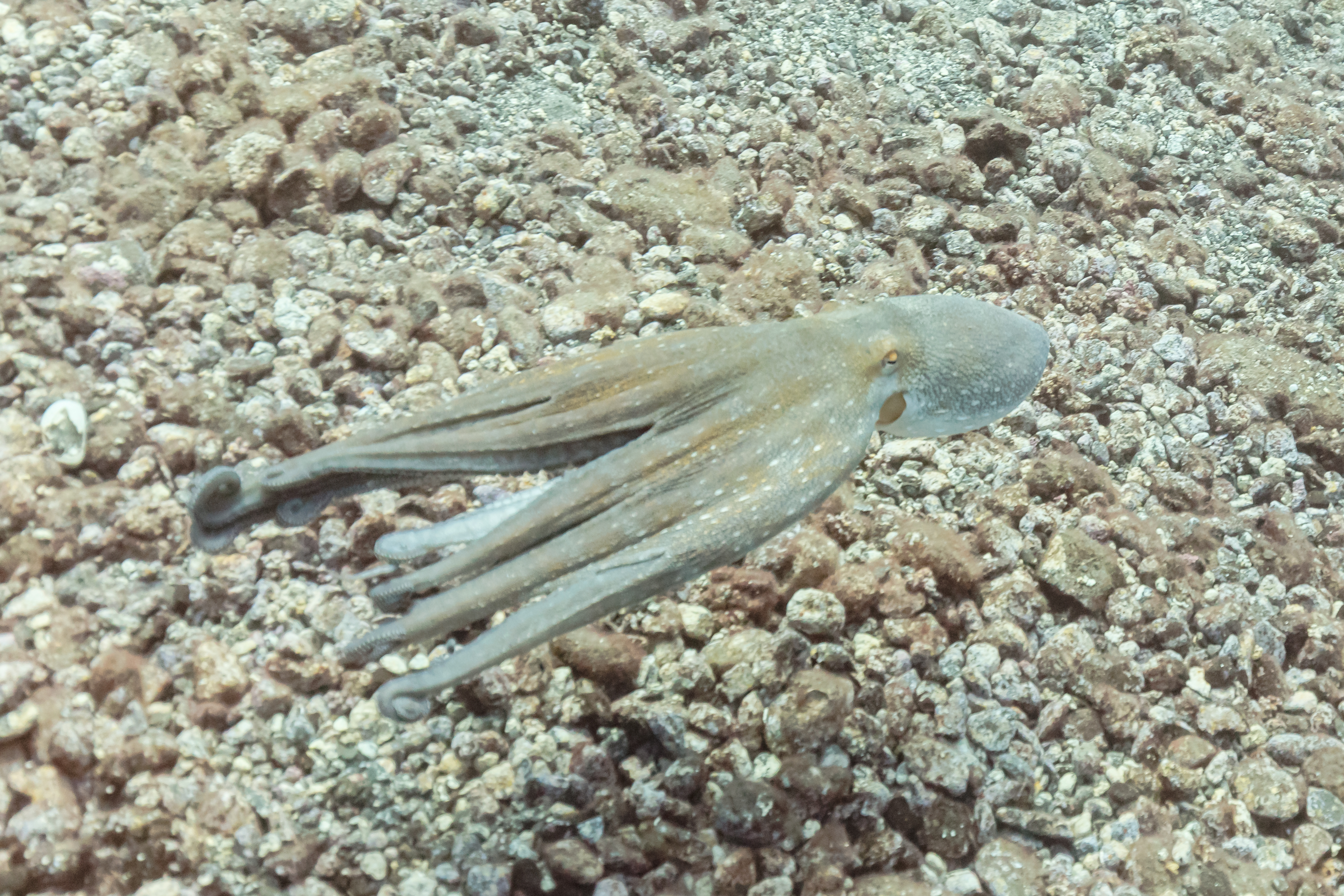
Восьминіг, який пливе

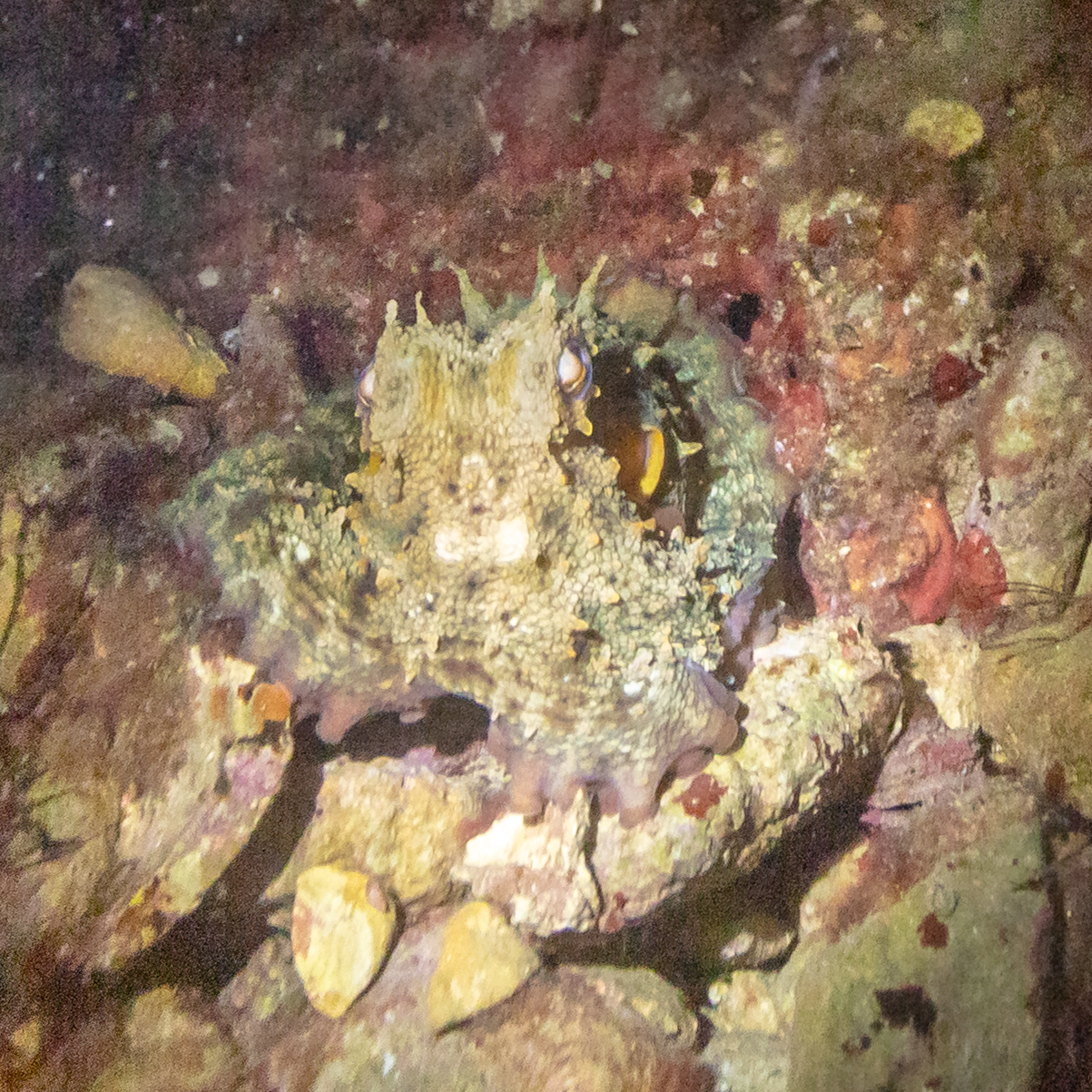
Зразок на узбережжях Мальти

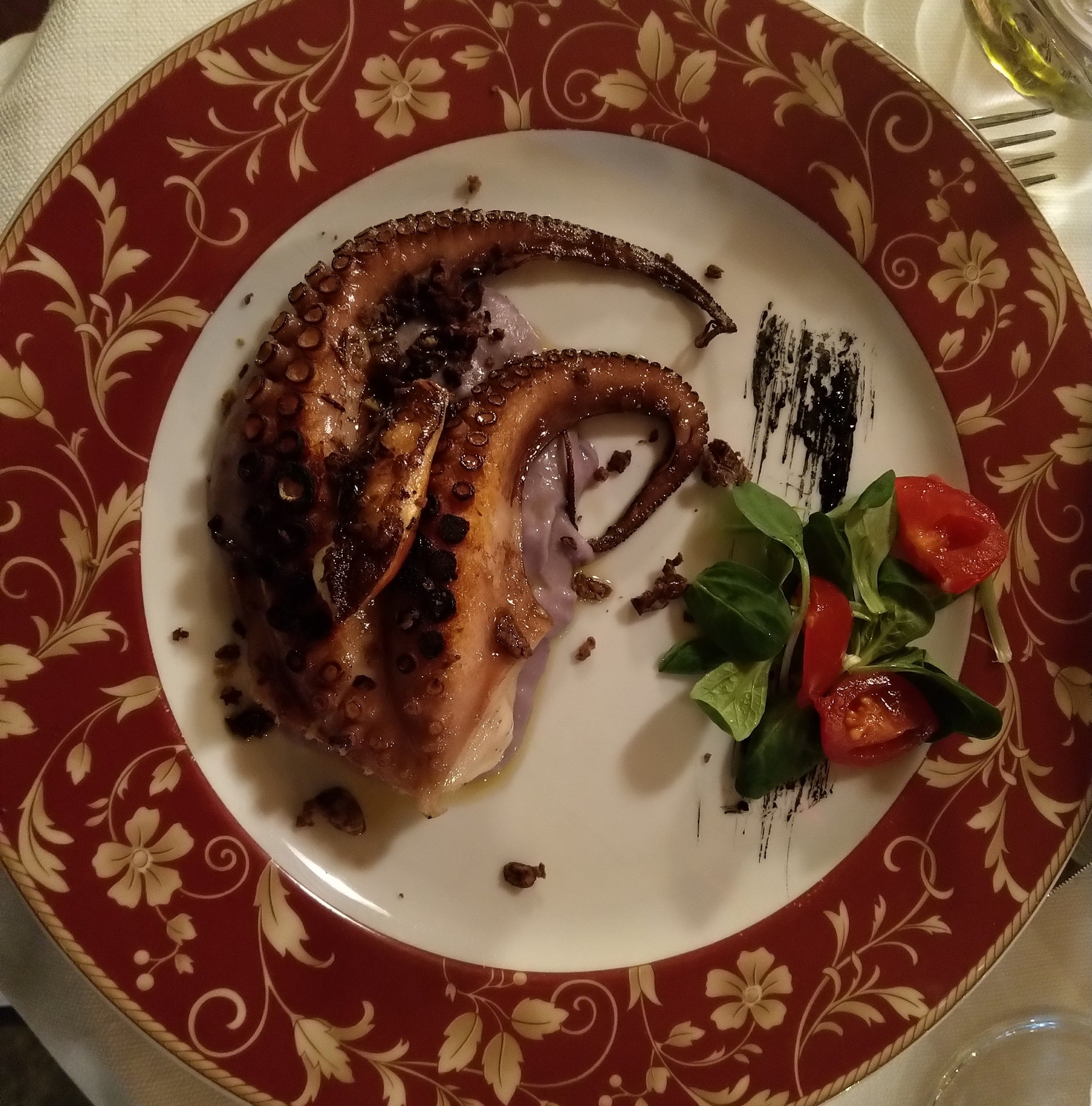
Страва зі смаженого восьминогу

Поширений у тропічних, субтропічних і помірних водах по всьому світу. Зустрічається у великій кількості в Середземному морі, східній частині Атлантичного океану та в морях навколо Японії.

## Будова
Довжина мантії — до 25 см, довжина тварини з щупальцями — до 1 м. Мантія восьминога звичайного має широкий отвір на нижній частині. Щупальця (яких вісім) оснащені двома рядами присосок. У самців одне щупальце видозмінене у гектокотиль. Спинні (задні) руки найкоротші. Бічні (бічні) руки довші за черевні (передні), вентролатеральні руки лише трохи довші за дорсолатеральні руки. Щупальця з'єднані мембраною — умбрелою. Сифон має W-подібну форму. Є в наявності мішок з чорнилом. Звичайний восьминіг не має панцира. Це дозволяє йому бути надзвичайно гнучким і дозволяє йому протиснутися крізь найщільніші отвори. Ротовий отвір розташований у місці, де сходяться усі щупальця. Ротовий отвір оточений міцним хітиновим «дзьобом». Глотка має тверду радулу. У звичайного восьминога добре розвинений зір. Очі великі, з кришталиком, схожим на людський. Зіниця прямокутна.  Дихає восьминіг зябрами, проте без шкоди здоров'ю, може нетривалий час бути поза водою. Зябра складаються з гіллястих гангліїв та ряду складчастих пластинок. Вода повільно рухається в одному напрямку через зябра та пластинки, в мантійну порожнину та з воронки восьминога. 

### Нервова система
У процесі еволюції восьминоги отримали добре розвинену нервову систему та мозок. Мозок восьминогу має близько 500 мільйонів нейронів, це майже така кількість як у собак. Восьминоги достатньо розумні, щоб розрізняти яскравість, орієнтуватися в лабіринтах, розпізнавати окремих людей, навчитися відкручувати банку або грабувати пастки для омарів. Помічено також, що вони тримають «сади», в яких вони збирають різноманітні морські рослини та водорості, а також колекції раковин і каменів.

### Кровоносна система
Кровоносна система близька до замкнутої: у багатьох місцях артерії переходять у вени через капілярну систему. У восьминога три серця: головне знаходиться в порожнині тіла, два інших — зяброві. Три аорти виходять із системного серця, дві другорядні (черевна аорта та гонадна аорта) та одна головна, дорсальна аорта, яка обслуговує більшу частину тіла. У звичайного восьминога є великі кровоносні пазухи навколо кишечника і позаду очей. Кров блакитного кольору, оскільки містить як дихальний пігмент гемоціанін. 

### Розмноження
Восьминіг є двостатевою твариною. Під час спарювання самець підходить до самки, яка деякий час відбивається від нього, але потім приймає. Він сидить поруч з нею або сідає на неї, вставляючи гектокотиль в її мантійну порожнину, щоб передавати сперматофори. Вони можуть спарюватись протягом декількох годин. Одна і та ж пара часто повторює спарювання біля тижня, але самець парується з іншими самками, а самка приймає інших самців. Спарювання часто відбувається, коли самки є незрілими. Тільки самки, готові відкласти яйця, послідовно відбиваються від самців.
Самки стають неспокійними і шукають затишне місце, де вони можуть відкласти яйця. Сперматофори поміщаються в яйцеводи, а порожні футляри викидаються. Запліднення відбувається в яйцеводних залозах, коли зрілі яйця проходять через них, виходячи з яйцепроводів. Два типи виділення із яйцеводних залоз разом зі слизом використовуються для того, щоб склеїти ніжки і прикріпити їх до субстрату. Яйця відкладають на мілководді. Вони завжди прикріплені до субстрату. На скелястих берегах самки знаходять нору, щілину або затишне місце і часто захищають своє житло черепашками, камінням та іншими твердими предметами, які збирають. Коралові рифи забезпечують відповідне укриття. На піщаному або мулистому дні яйця відкладають у порожні черепашки молюсків або в штучні предмети, такі як банки, пляшки, шини, чоботи та амфори. У тропічних і субтропічних водах яйця відкладаються протягом цілого року. Загальна кількість яєць, які відкладає самка, коливається від 100 000 до 500 000. Під час відкладання яєць і подальшого їх розвитку самка рідко покидає кладку. Вона зазвичай не харчується протягом усього періоду нересту та розвитку яєць, який при низьких температурах може тривати до 4-5 місяців. Догляд за яйцями включає очищення яєць кінчиками рук і спрямування струменів води з воронки на кладку. Тварин, які наближуються до яєць, включаючи потенційну здобич, самиця відштовхує, хоча крабів, іноді з'їдає. Як правило, самки гинуть незабаром після вилуплення останніх ембріонів, втративши третину ваги перед нерестом.

### Забарвлення
Восьминіг має здатність змінювати забарвлення, пристосовуючись до навколишнього середовища. Це пояснюється наявністю в шкірі клітин з різними пігментами, здатних під впливом імпульсів з центральної нервової системи розтягуватися або стискатися в залежності від сприйняття органів чуття. Типове забарвлення — коричневе. Якщо восьминіг наляканий — він міняє колір на білий, якщо розлючений — на червоний. 

## Спосіб життя
Тривалість життя — до 3 років. Звичайний восьминіг — хижак, веде самотній спосіб життя (окрім сезону розмноження). Мешкає у прибережній зоні, на глибинах до 200 м. Полює у сутінках, основою раціону є краби та інші ракоподібні, також двостулкові та черевоногі молюски, хоча восьминіг їсть майже все, що може зловити. Здобич звичайний восьминіг захоплює всіма щупальцями. Восьминіг своїм дзьобом кусає жертву, утримуючи її присосками. При цьому отрута слинних залоз потрапляє в рану жертви. Має виражені індивідуальні вподобання в їжі та способі її добування. Він здатний змінювати колір, щоб зливатися з навколишнім середовищем, здатний швидко стрибнути на будь-яку необережну здобич, яка трапляється на його шляху. Використовуючи свій дзьоб, він може пробивати черепашки молюсків. Восьминіг може рухатись двома способами — зазвичай він повзає по дну витягуючи свої щупальця; також може плавати у товщі води завдяки реактивному руху, виштовхуючи воду з воронки. Природними ворогами звичайного восьминога є хижі риби, птиці, дельфіни.

## Значення
Восьминіг звичайний має велике промислове значення та добувається у великій кількості, зокрема у Середземному морі та Східній Атлантиці. Використовується у вареному, смаженому, тушкованому вигляді. У китайській, корейській та японській кухні споживається також у сирому вигляді, іноді навіть живим. Є традиційною стравою італійської та галісійської кухні.